# Attaques de Reynosa
Les attaques de Reynosa sont une série d'attaques armées menées par une faction du Cartel du Golfe contre des civils à Reynosa au Mexique, le 19 juin 2021, visant à provoquer une « déstabilisation sociale ». 19 personnes sont tuées, dont 15 civils.

## Contexte

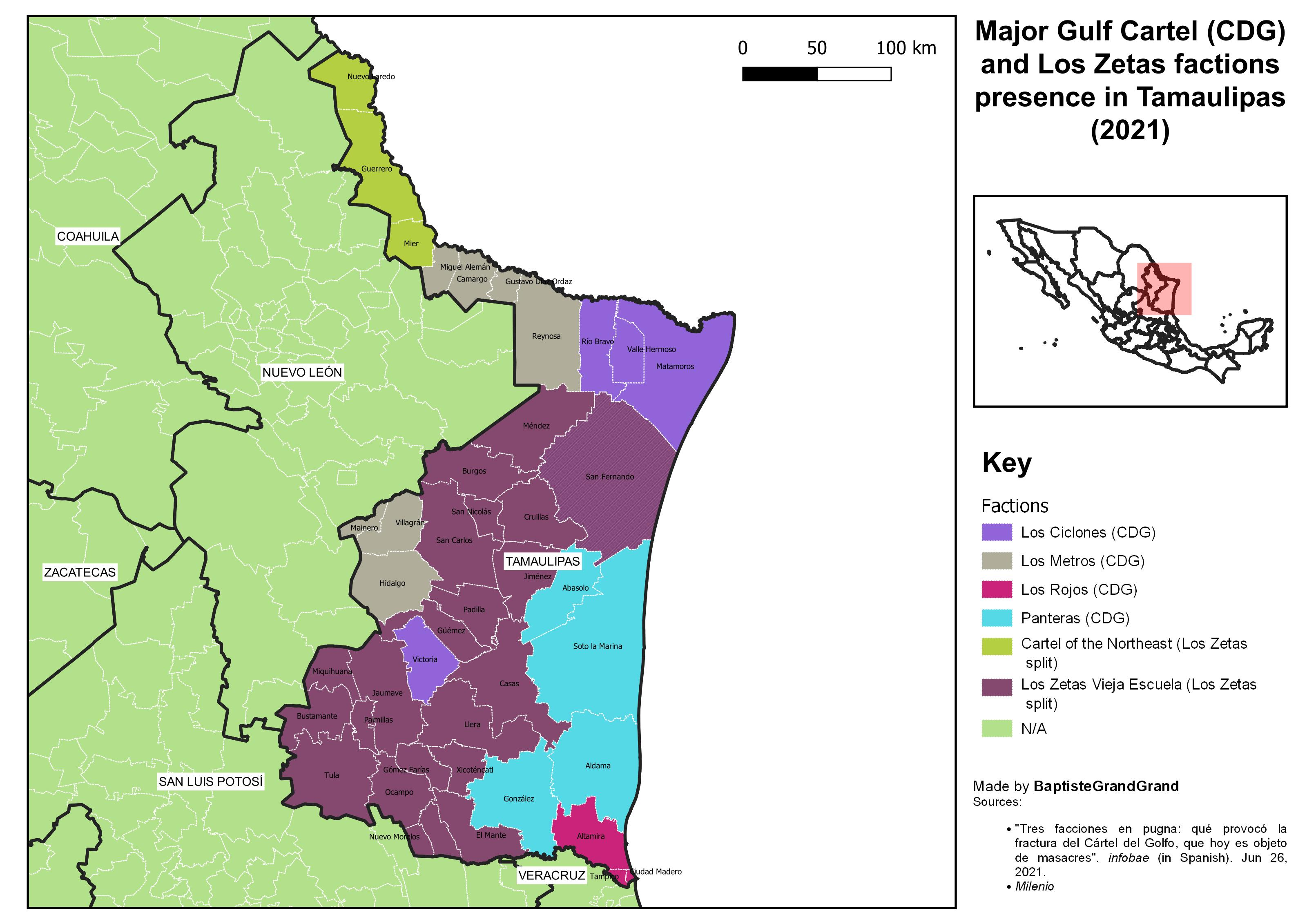
Municipalités du Tamaulipas contrôlées par les factions du Cartel du Golfe et de Los Zetas en 2021.
Cartel du Golfe :
Los Ciclones
Los Metros
Los Rojos
Panteras
Los Zetas :
Cartel du nord-est
Los Zetas Vieja Escuela

Le Cartel du Golfe est l'un des cartels mexicains les plus anciens, remontant au moins à 1984. Bien qu'il fût parmi les organisations criminelles les puissantes du Mexique il perdit de l'influence dans les années 2010, notamment à cause du conflit qui l'oppose à son ancien bras armé, Los Zetas.
L’arrestation de Mario « X-20 » Ramírez Treviño le 17 août 2013, à Reynosa, fragilise encore plus la structure du Cartel du Golfe. Mario Ramírez Treviño était un des leaders du cartel et cet événement laisse le champ libre à diverses factions du cartel, dont Los Metros, Los Ciclones et Los Rojos.
Reynosa est une municipalité tamaulipeca dont la capitale Reynosa est une ville de plus de 600 000 habitants. Elle borde le comté américain de Hidalgo. En 2021, Reynosa est l'un des bastions de la faction des Los Metros du Cartel du Golfe.

## Déroulé
Les faits débutent le 19 juin 2021, à 12 h 45, quand des hommes armés voyageant dans trois voitures (visiblement depuis la ville voisine de Río Bravo) commencent à prendre pour cible des maçons, des chauffeurs de taxi et des trafiquants de drogue. Un jeune circulant à bord d'une Nissan Murano est abattu, ses parents aussi à bord sont visés et deux femmes, aussi présentes dans la voiture, sont enlevées et placées dans le coffre.
Les assaillants se dirigent ensuite vers la colonia Almaguer. Ils tirent sur des maçons qui travaillaient, trois d'entre-eux sont tués et deux autres sont blessés. Dans le même quartier ils tuent de plus un chauffeur de taxi et un automobiliste. Ils poursuivent leur périple meurtrier dans trois autres colonias : Unidad Obrera, Bienestar, puis Lampacitos.
L'armée, la Garde nationale, la police fédérale et des unités du bureau du procureur de l’État de Tamaulipas, sont déployés dans toute la ville. Un premier affrontement en milieu de journée aboutit à la mort d'un assaillant (près du pont reliant Reynosa à McAllen), un second, aux alentours de 19 h 30, entraîne la mort de trois autres assaillants. Trois personnes kidnappées sont aussi secourues,.

## Bilan humain
Les sources officielles rapportent que 19 personnes ont perdu la vie au cours de ces événements. Parmi les victimes sont comptabilisées quatre assaillants qui ont été tués au cours de deux affrontements distincts.

## Participants et implications
À la suite de ces attaques, cinq personnes sont arrêtées le 24 juin. Le Grupo de Operaciones Especiales (GOPES), une unité tactique spécialisée de la police, arrête huit personnes en lien avec ces faits, dont Jorge Iván « La Vaca » Cárdenas Martínez, le 26 juin. La Vaca est l'un des leaders d'une faction du Cartel du Golfe,,.
D'après l'enquête, deux factions du Cartel du Golfe, Los Ciclones et Los Escorpiones, se seraient unies afin de semer la peur dans la population, mais aussi prendre le contrôle de la zone (dominée par une autre faction de ce cartel, Los Metros), qui est stratégique.

## Faits ultérieurs
Les quatre assaillants tués se sont révélés positifs aux tests de dépistage de drogue. 180 douilles sont retrouvées, la plupart de calibre .223 Remington (caractéristique du fusil d'assaut AR-15), ainsi que de calibre .262, cinq armes longues, mais aussi quatre uniformes militaires. Quatre véhicules sont aussi saisis, dont une Ford Fusion blanche et une Ford Ranger.